# Ramón Castro Ruz
Ramón Eusebio Castro Ruz (Birán, 14 de octubre de 1924-La Habana, 23 de febrero de 2016) fue el hermano mayor de Fidel y Raúl Castro, el primero de los hijos de Ángel Castro Argiz y Lina Ruz González. Era apodado Mongo Castro.

## Biografía
Estudió ingeniería agropecuaria en la Universidad de La Habana, y más tarde volvió a la granja familiar para administrarla. En 1953 estuvo preso durante la dictadura de Fulgencio Batista. Tras ser liberado, mientras Fidel y Raúl combatían en las montañas dirigiendo a la insurgencia del M-26-7, Ramón cuidaba de sus longevos padres y se ocupaba de las cosechas. Según la biografía de Fidel Castro escrita por Jules Dubois en 1959, Ramón Castro organizó una cadena de rebeldes desde las ciudades a las montañas para conseguir armas, municiones, medicamentos, suministros y hombres para ayudar a sus hermanos. [cita requerida]
A pesar de no ser demasiado conocido a nivel internacional, fue uno de los miembros fundadores del Partido Comunista de Cuba y fue diputado de la Asamblea Nacional.[cita requerida] En un tiempo en que la gasolina era difícil de conseguir, según Dubois, los conocimientos de agricultura e ingeniería de Ramón le permitieron producir un combustible alcohólico a base de azúcar de caña y aceite de ricino. Se decía que, jugando con la entrada de aire en el carburador y cerrando el estárter, pudo conseguir que los vehículos revolucionarios funcionasen.[cita requerida]
Trabajó como asesor de los ministerios cubanos de Agricultura y del Azúcar y para otros tres ministerios. Fue el máximo responsable de la política ganadera del Gobierno de Cuba, período en el que puso en marcha un plan de desarrollo lechero. Entre algunas de sus curiosas políticas, importó vacas del Canadá que se aclimataban mal al agro cubano, por lo que necesitaban no solo costosísimos establos con aire acondicionado, sino además ser sacadas a pastar nocturnamente. Fue director del Plan Especial Genético de los Valles de Picadura y trabajó en el incremento del desarrollo ganadero de la provincia de La Habana.[cita requerida] Estaba casado con Aurora Castillo Valdivia, con quien tuvo cinco hijos. Antes de morir residía cerca de La Habana, en una finca donde se dedicaba a la agricultura.[cita requerida]
Sus cenizas reposan en el panteón de la finca familiar de los Castro en Birán, junto con las de sus padres y su hermana Ángela.